# Torneio José Maria Marin de 1987
O Torneio José Maria Marin foi um campeonato de futebol amistoso realizado em 1987.
As equipes foram divididas em dois grupos de cinco, e um de quatro, jogando todos contra todos em turno e returno, indo para as semi-finais os times com melhor aproveitamento.

## Participantes
| - América (São José do Rio Preto) - Bandeirante (Birigui) - Estrela (Itu) - Ferroviária (Araraquara) - Jabaquara (Santos) - Jacareí (Jacareí) - Matonense (Matão) | - Mogi Mirim (Mogi Mirim) - Noroeste (Bauru) - Novorizontino (Novo Horizonte) - Santo André (Santo André) - São Bento (Sorocaba) - XV de Jaú (Jaú) - XV de Piracicaba (Piracicaba) |  |

## Primeira fase

### Classificação
| Grupo A | Grupo A       | Grupo A | Grupo A | Grupo A | Grupo A | Grupo A | Grupo A | Grupo A | Grupo A | Grupo A | Grupo A | Grupo A |
| Time | Time          | Pts     | J       | V       | E       | D       | GP      | GC      | SG      |         |         |         |
| --- | ------------- | ------- | ------- | ------- | ------- | ------- | ------- | ------- | ------- | ------- | ------- | ------- |
| 1 | América       | 9       | 6       | 3       | 3       | 0       | 7       | 4       | +3      |         |         |         |
| 2 | Bandeirante   | 6       | 6       | 1       | 4       | 1       | 6       | 5       | +1      |         |         |         |
| 3 | Novorizontino | 4       | 6       | 1       | 2       | 3       | 8       | 8       | 0       |         |         |         |
| 4 | Noroeste      | 4       | 6       | 0       | 4       | 2       | 5       | 9       | -4      |         |         |         |
| Pts – Pontos ganhos; J – Jogos; V - Vitórias; E - Empates; D - Derrotas; GP – Gols pró; GC – Gols contra; SG – Saldo de gols; |               |         |         |         |         |         |         |         |         |         |         |         |

|  |                                |
|  | Classificados Para Semi-finais |

| Grupo B | Grupo B          | Grupo B | Grupo B | Grupo B | Grupo B | Grupo B | Grupo B | Grupo B | Grupo B | Grupo B | Grupo B | Grupo B |
| Time | Time             | Pts     | J       | V       | E       | D       | GP      | GC      | SG      |         |         |         |
| --- | ---------------- | ------- | ------- | ------- | ------- | ------- | ------- | ------- | ------- | ------- | ------- | ------- |
| 1 | Matonense        | 11      | 8       | 4       | 3       | 1       | 8       | 5       | +3      |         |         |         |
| 2 | Ferroviária      | 10      | 8       | 3       | 4       | 1       | 8       | 5       | +3      |         |         |         |
| 3 | Estrela          | 9       | 8       | 3       | 3       | 2       | 10      | 8       | +2      |         |         |         |
| 4 | XV de Piracicaba | 6       | 8       | 0       | 6       | 2       | 5       | 7       | -2      |         |         |         |
| 5 | XV de Jaú        | 4       | 8       | 1       | 2       | 5       | 5       | 11      | -6      |         |         |         |
| Pts – Pontos ganhos; J – Jogos; V - Vitórias; E - Empates; D - Derrotas; GP – Gols pró; GC – Gols contra; SG – Saldo de gols; |                  |         |         |         |         |         |         |         |         |         |         |         |

|  |                                |
|  | Classificados Para Semi-finais |

| Grupo C | Grupo C     | Grupo C | Grupo C | Grupo C | Grupo C | Grupo C | Grupo C | Grupo C | Grupo C | Grupo C | Grupo C | Grupo C |
| Time | Time        | Pts     | J       | V       | E       | D       | GP      | GC      | SG      |         |         |         |
| --- | ----------- | ------- | ------- | ------- | ------- | ------- | ------- | ------- | ------- | ------- | ------- | ------- |
| 1 | São Bento   | 12      | 8       | 5       | 2       | 1       | 11      | 3       | +8      |         |         |         |
| 2 | Mogi Mirim  | 10      | 8       | 3       | 4       | 1       | 11      | 9       | +2      |         |         |         |
| 3 | Santo André | 8       | 8       | 2       | 4       | 2       | 9       | 6       | +3      |         |         |         |
| 4 | Jabaquara   | 6       | 8       | 1       | 4       | 3       | 9       | 14      | -5      |         |         |         |
| 5 | Jacareí     | 4       | 8       | 1       | 2       | 5       | 8       | 16      | -8      |         |         |         |
| Pts – Pontos ganhos; J – Jogos; V - Vitórias; E - Empates; D - Derrotas; GP – Gols pró; GC – Gols contra; SG – Saldo de gols; |             |         |         |         |         |         |         |         |         |         |         |         |

|  |                                |
|  | Classificados Para Semi-finais |

## Fase final
|  | Semifinais  | Semifinais | Semifinais | Semifinais |   |            | Final | Final | Final | Final |
|  |             |            |            |            |   |            |       |       |       |       |
|  | Matonense   | 1          | 0          | 1          |   |            |       |       |       |       |
|  | América-SP  | 1          | 1          | 2          |   |            |       |       |       |       |
|  | América-SP  | 1          | 1          | 2          |   | América-SP | 1     | 5     | 6     |       |
|  |             |            |            |            |   | América-SP | 1     | 5     | 6     |       |
|  |             | São Bento  | 1          | 2          | 3 |            |       |       |       |       |
|  | Ferroviária | São Bento  | 1          | 2          | 3 | 1          | 1 (0) | 2     |       |       |
|  | Ferroviária |            |            |            |   | 1          | 1 (0) | 2     |       |       |
|  | São Bento   | 1          | 1 (0)      | 2          |   |            |       |       |       |       |

## Final

### Jogo de ida
| 5 de dezembro de 1987 | São Bento   | 1 – 1 | América     | Estádio Humberto Reale, Sorocaba                                 |
| 16:00                 | Geraldo 80' |       | Roberto 12' | Público: 228 Renda: Cz$ 22.800,00 Árbitro: Lilo Alexandre Mendes |

### Jogo de volta
| 8 de dezembro de 1987 | América                                           | 5 – 2 | São Bento         | Estádio Mário Alves Mendonça, São José do Rio Preto |
| 21:00                 | Admilson 32', 74', 87' · Brasinha 27' · Xande 64' |       | Vinícius 44', 58' |                                                     |

## Premiação
| Torneio José Maria Marin de 1987 |
| -------------------------------- |
| América Campeã (1º título)       |